# Мощаница (община Враня)
Вижте пояснителната страница за други значения на Мощаница.
Мощаница (на сръбски: Моштаница или Moštanica) е село в Югоизточна Сърбия, Пчински окръг, Град Враня, община Враня.

## География
Селото е разположено във Вранската котловина. Отстои на 10 км североизточно от окръжния и общински център Враня, на 6,3 км северно от центъра на град Вранска баня, на 3,2 км северно от село Бресница, на 7,2 км западно от владичинханското село Мазарач и на юг от село Гумерище.

## История
При избухването на Балканската война в 1912 година един човек от Мощаница е доброволец в Македоно-одринското опълчение.
По време на Първата световна война селото е във военновременните граници на Царство България, като административно е част от Вранска околия на Врански окръг и е център на Мощанишката община.
По време на българското управление в Поморавието в годините на Втората световна война, Георги Григоров Първанов от Г. Церовене е български кмет на Мощаница от 29 декември 1941 година до 11 ноември 1942 година. След това кмет е Асен Ст. Даскалов от Асеново (23 ноември 1943 - 2 май 1944).

## Население
Според преброяването на населението от 2011 г. селото има 408 жители.

### Етнически състав
Данните за етническия състав на населението са от преброяването през 2002 г.
- сърби – 440 жители (99,54%)
- неизяснени – 1 жител (0,26%)
- няма данни – 1 жител (0,26%)

## Личности
Родени в Мощаница
- Драган Стаменов (1887 – ?), македоно-одрински опълченец, 3 рота на 7 кумановска дружина[7]